# Sarah Clement
Sarah Clement (Lindon, 2 giugno 1990) è una pallavolista statunitense.
Gioca nel ruolo di centrale nel Trefl Proxima Kraków.

## Carriera
La carriera di Sarah Clement inizia nei tornei scolastici dello Utah, giocando con la Pleasant Grove HS. In seguito gioca a livello universitario, partecipando alla NCAA Division I con la Utah Valley dal 2008 al 2011.
Nella stagione 2014-15 firma il suo primo contratto professionistico in Ungheria, giocando per un triennio col Békéscsabai in Nemzeti Bajnokság I, vincendo tre scudetti e due Coppe d'Ungheria. Nel campionato 2017-18 approda nella Liga Siatkówki Kobiet polacca col Trefl Proxima Kraków.

## Palmarès

### Club
- Campionato ungherese: 3

2014-15, 2015-16, 2016-17
- Coppa d'Ungheria: 2

2015-16, 2016-17